# Barkóczi László
Barkóczi László (Berettyóújfalu, 1919. május 20. – 2017. március 26.) régész.

## Élete
1941-től dolgozott Alföldi András professzor mellett. 1942-től, miután elvégezte az egyetemet – a professzor tanársegédjeként és egyúttal a Magyar Nemzeti Múzeum díjtalan gyakornokaként is tevékenykedett. 1944-ben doktorált, egyetemi doktori disszertációjának témája Brigetio volt.
Katonai szolgálatát 1944-ben kezdte meg. Fogságba került és csak 1946-ban térhetett haza Strasbourg francia hadifogolytáborából. Ugyanazon évben felvette a munkát a Magyar Nemzeti Múzeumban. Kezdetben a római limes kutatására koncentrált. 1955-ben szerzett kandidátusi fokozatot a Magyar Tudományos Akadémián.
1960–1962 között a Magyar Nemzeti Múzeum Régészeti Osztályának vezetőjeként dolgozott. 1963-ban Gerevich László meghívta, hogy vegyen részt az MTA Régészeti Kutatócsoportja – 1968-tól MTA Régészeti Intézete, ma MTA Bölcsészettudományi Kutatóközpont Régészeti Intézet – munkájában, a római osztály vezetőjeként. 1970-től a „Római Birodalom perifériájának kutatása” témacsoport vezetője. 1979-ben az MTA Régészeti Intézetének igazgatóhelyettesévé nevezték ki. A felkínált igazgatóságot nem vállalva 1982-ben nyugdíjba vonult.
Az epigráfiai kutatásai kapcsán fontos volt a Kr.u. 3–4. századi pannoniai névanyag elemzése.
Tevékenyen részt vállalt a Régészeti Bizottság Római Kori Albizottságának, valamint az MTA Ásatási Bizottságának munkájában. Tagja volt Magyar Múzeum és az Archaeologiai Értesítő szerkesztőbizottságának, a Magyar Régészeti és Művészettörténeti Társulatnak, az Ókortudományi Társaságnak, az Österreichische Gesellschaft für Archäologie-nak és a Deutsches Archäologisches Institut-nak. A Magyar Régész Szövetség tiszteletbeli tagjának választotta.

### Ásatásai
1939–1942 között Radnóti Aladárral Szőnyben és Porolissumban (Mojgrád, Románia), 1949–1950 között Dunapentelén (Intercisa), majd az adonyi római katonai tábor területén ásatott. 1951-ben kora császárkori tumulusokat tárt fel Pusztaszabolcsnál. A terepi munkához és a publikációhoz a meghívására egy kolléganője, Bónis Éva is csatlakozott. Még ebben az évben kezdte meg ásatásait Fenékpusztán (Valcum), de tovább folytatta a brigetiói feltáró munkát is.
1964-ben Núbiában, az asszuáni-gát megépítésekor víz alá kerülő Abdallah Nirqi városának megelőző ásatását vezette, az egyiptomi-magyar együttműködés keretében. 1967-ben részt vett Tuniszban egy másik nemzetközi ásatáson is.

## Elismerései
- 1976 Munkaérdemrend Ezüst fokozata
- 1982 Munkaérdemrend Arany fokozata
- 1980 a Magyar Régészeti és Művészettörténeti Társulat Rómer-érme
- 1990 Tasnády-Marik Klára Alapítvány Pro Arte Vitraria kitüntetése
- 2007 Schönvisner István-díj
- 2008 A Magyar Köztársasági Érdemrend Lovagkeresztje
- 2009 Komárom városa "Pro Urbe" díja

## Művei
Szerkesztője és társszerzője volt a RIU (Die römischen Inschriften Ungarns) három kötetének.
- Brigetio. Budapest, 1951
- Die römischen Inschriften Ungarns (RIU). 4. Lieferung, Brigetio (Fortsetzung) und die Limesstrecke am Donauknie. Die römischen Inschriften Ungarns (3) Soproni Sándorral. . Akadémiai Kiadó - Rudolf Habelt Verlag, Budapest - Bonn, 1981
- Pannonische Glasfunde in Ungarn, Budapest, 1988